# العدنة (جبلة)

تعديل مصدري - تعديل

العدنة محلة تابعة لقرية المنزل، التابعة لعزلة الشراعي بمديرية جبلة إحدى مديريات محافظة إب في الجمهورية اليمنية، بلغ تعداد سكانها 165 حسب تعداد اليمن لعام 2004.